# Koszyce (gemeente)
De gemeente Koszyce is een landgemeente in het Poolse woiwodschap Klein-Polen, in powiat Proszowicki.
De zetel van de gemeente is in Koszyce.
Op 30 juni 2004 telde de gemeente 5697 inwoners.

## Oppervlakte gegevens
In 2002 bedroeg de totale oppervlakte van gemeente Koszyce 65,96 km², waarvan:
- agrarisch gebied: 88%
- bossen: 2%

De gemeente beslaat 15,91% van de totale oppervlakte van de powiat.

## Demografie
Stand op 30 juni 2004:
| Omschrijving                   | Totaal | Totaal | Vrouwen | Vrouwen | Mannen | Mannen |
| ------------------------------ | ------ | ------ | ------- | ------- | ------ | ------ |
| eenheid                        | aantal | %      | aantal  | %       | aantal | %      |
| inwoners                       | 5697   | 100    | 2929    | 51,4    | 2768   | 48,6   |
| bevolkingsdichtheid (inw./km²) | 86,4   | 86,4   | 44,4    | 44,4    | 42     | 42     |

In 2002 bedroeg het gemiddelde inkomen per inwoner 1841,74 zł.

## Administratieve plaatsen (sołectwo)
Biskupice, Dolany, Filipowice, Jaksice, Jankowice, Koszyce, Książnice Małe, Książnice Wielkie, Łapszów, Malkowice, Modrzany, Morsko, Piotrowice, Przemyków, Rachwałowice, Siedliska, Sokołowice, Witów, Włostowice, Zagaje.

## Aangrenzende gemeenten
Bejsce, Drwinia, Kazimierza Wielka, Nowe Brzesko, Opatowiec, Proszowice, Szczurowa, Wietrzychowice